# Kutaís
Kutaís (del ruso: Кутаи́с) es un posiólok del ókrug urbano de Goriachi Kliuch del krai de Krasnodar, en las estribaciones noroccidentales del Cáucaso, en Rusia. Está situado en la cabecera del río Apchas, afluente del río Kubán, 17 km al sudeste de Goriachi Kliuch, y 63 km al sureste de Krasnodar. Tenía una población de 1 081 habitantes en 2010.
Es cabeza del municipio Kutaiski, al que pertenecen asimismo Kura-Promysel, Kura-Transportni, Oktiabrski, Promyslovi, Transportni, Shirokaya Balka, Vesioli, Domiki y Kura-Tsetse.

## Historia
Por decreto del Sóviet Supremo de la RSFS de Rusia del 12 de diciembre de 1945 la localidad era designada asentamiento de trabajo, rango que perdió por decisión de la asamblea legislativa del krai de Krasnodar el 21 de julio de 1999.